# Sismo de Tasquente de 1966
O sismo de Tasquente de 1966 (em usbeque: Toshkent zilzilasi; em russo: Ташкентское землетрясение) ocorreu às 05h22min49 do dia 26 de abril de 1966 (UTC: 25 de abril, 23h22min49), com epicentro no centro da cidade de Tasquente, a capital do Usbequistão, a uma profundidade de 3 a 8 km. Provocou a destruição da maior parte dos edifícios da cidade, fez entre 15 e 200 vítimas mortais e deixou 300 000 desalojados. A seguir ao desastre, a maior parte das áreas históricas de Tasquente, que na altura era a capital da República Socialista Soviética Uzbeque, da URSS, foram demolidas e a cidade foi reconstruída como uma cidade modelo ao estilo soviético.

## Contexto
A região de Tasquente é propensa a sismos — entre 1914 e 1966 há registo de 74 sismos de magnitude entre 3 e  6. No século XIX a cidade foi danificada por sismos en 1866 e 1886. As preocupações sobre os possíveis danos causados por sismos à cidade surgiram nas décadas de 1940 e 1950, especialmente depois de Asgabate, a capital do vizinho Turquemenistão, ter sido devastada por um sismo em 1948. Antes do sismo de 1966 registou-se um aumento dos níveis de radão.

## Sismo
O sismo correu às 05:23 horas locais (UTC+6), a uma profundidade de 3 a 8 km, com epicentro no centro da cidade. Provocou extensos danos às edificações, tendo destruído cerca de 80% da cidade, incluindo mais de metade da parte antiga. No total foram destruídas entre 78 000 e 95 000 habitações. As estimativas do número de desalojados variam entre 200 e 300 mil.
A maior parte das habitações destruídas eram casas construídas em adobe nas áreas centrais, mais densamente povoadas. A maior parte dos edifícios mais significativos de Tasquente foram também destruídos, nomeadamente mesquitas com vários séculos de idade. Grande parte dos edifícios destruídos eram anteriores à Revolução Russa de 1917. Um dos únicos monumentos que não foi afetado foi o Teatro Navoi, construído por prisioneiros de guerra japoneses.
O número oficial de vítimas mortais é 15, mas este número é possivelmente uma subestimativa devida ao hábito de secretismo soviético. Outras fontes estimam que morreram pelo menos 200 pessoas, havendo até outras que vão até 5 500, 0,5% da população da cidade, que na altura tinha 1,1 milhão de habitantes. Houve mais 20% de mortos entre as mulheres do que entre os homens.

## Consequências
Imediatamente após o desastre, importantes figuras soviéticas, incluindo o Secretário-geral do Partido Comunista Leonid Brejnev, foram a Tasquente para supervisionar os esforços de recuperação. Foi empreendido um extenso programa de reconstrução, para o qual contribuíram  outras repúblicas soviéticas enviando numerosos trabalhadores para ajudarem no processo de reconstrução. A capital usbequistanesa foi reconstruída como cidade modelo soviética, com avenidas largas, com árvores de sombra plantadas, parques, praças amplas para paradas, fontes, monumentos e muitos hectares de blocos de apartamentos. O Metro de Tasquente foi também construído nessa altura. Em 1970 tinham sido construídas cerca de 100 000 novas residências, mas muitas delas foram ocupadas pelos construtores e não pelos residentes que tinham ficado sem casa. O desenvolvimento urbano prosseguiu nos anos seguintes, aumentando o tamanho da cidade com novas urbanizações na área de Chilonzor, a nordeste e sudeste do núcleo urbano.
Outras consequências do sismo foram o aumento da religiosidade, registando-se um interesse crescente no culto islâmicas, e uma mudança na composição étnica da cidade, devido ao facto de muitos daqueles que foram para trabalhar na reconstrução terem permanecido em Tasquente após a conclusão das obras.
Para prevenir que futuros desastres do mesmo tipo causassem impactos tão graves, em 1966 as autoridades soviéticas criaram um instituto de sismologia, encarregado de monitorizar mudanças sísmicas como as dos níveis de radão e tentar prever sismos.
Em 1976 foi inaugurado um monumento em memória das vítimas sobre o local do epicentro.

## Leitura complementar
- Raab, Nigel (2014), «The Tashkent Earthquake of 1966: The Advantages and Disadvantages of a Natural Tragedy», Jahrbücher für Geschichte Osteuropas, 62 (2): 273–294, JSTOR 43819634